# Мала Курба (Бурятія)
Мала Курба (рос. Малая Курба) — селище Хоринського району, Бурятії Росії. Входить до складу Сільського поселення Верхньокурбінське.
Населення — 60 осіб (2015 рік).